# Соловьёвка (Болотнинский район)
Соловьёвка — исчезнувшая деревня в Болотнинском районе Новосибирской области. На момент упразднения входила в состав Кунчурукского сельсовета. Исключена из учётных данных в 1971 году.

## География
Располагалась на левом берегу реки Кунчурук, в 6 км к западу от села Кунчурук.

## История
Решением Новосибирского облисполкома от 27.09.1971 г. № 650 деревня Соловьёвка исключена из учётных данных как фактически не существующая.